# Jeanne Lopis-Sylla
Pour les articles homonymes, voir Sylla (homonymie).
Jeanne Lopis-Sylla est une universitaire sénégalaise. Linguiste, c'est une spécialiste des langues cangin, notamment du noon.

## Éléments biographiques
Titulaire d'une licence de lettres classiques à l’Université de Dakar, puis d'une maîtrise de Lettres classiques à l’Université de Paris IV-Sorbonne où elle prépare l'agrégation de lettres classiques et de grammaire. Elle obtient également une licence, une maîtrise, un DEA et un doctorat de troisième cycle en linguistique, à l’Université Sorbonne Nouvelle - Paris 3.
Chef du laboratoire de linguistique de l’Institut fondamental d'Afrique noire (IFAN), elle a été également chargée de mission auprès du Directeur de l’IFAN, rédacteur en chef du Bulletin de l'IFAN, série B, Sciences humaines, entre 1993 et 1995, responsable de l'édition et de la publication de l'Association des chercheurs sénégalais (ACS), directrice de publication de la revue bilingue français-anglais, Gouvernance locale, observatoire de la décentralisation, publiée par la Société africaine d'éducation et de formation pour le développement (SAFEFOD)
Jeanne Lopis-Sylla a publié des ouvrages sur la linguistique (Phonologie et système nominal du noon, 2010 ; La langue noon, 2010), la décentralisation et la question du genre.
En novembre 2012, elle intègre le Conseil national de régulation de l'audiovisuel (CNRA), comme représentante de la communauté universitaire.

## Distinctions
Elle est Chevalier de l’Ordre national du Lion, au Sénégal. 